# Szekszárdi kistérség
| régió               | Dél-Dunántúl |
| megye               | Tolna        |
| terület (km²)       | 1031,66      |
| népesség (2007, fő) | 87 010       |
| népsűrűség (fő/km²) | 84,33        |

A Szekszárdi kistérség egy kistérség volt Tolna megyében, központja Szekszárd volt. 2014-ben az összes többi kistérséggel együtt megszűnt.

## Települései
| Alsónána | Alsónyék  | Báta     | Bátaszék  | Bogyiszló |
| Decs     | Fácánkert | Fadd     | Felsőnána | Harc      |
| Kéty     | Kistormás | Kölesd   | Medina    | Murga     |
| Őcsény   | Pörböly   | Sárpilis | Sióagárd  | Szálka    |
| Szedres  | Szekszárd | Tengelic | Tolna     | Várdomb   |
| Zomba    |           |          |           |           |